# Communauté de communes du Pays de Châtenois
La communauté de communes du Pays de Châtenois est une ancienne communauté de communes française, située dans le département des Vosges et la région Grand Est.

## Histoire
Elle est créée le 23 décembre 1994, regroupant alors 11 communes.
Le 1er janvier 2009, les communes de Maconcourt, Pleuvezain et de Soncourt intègrent la communauté de communes en quittant celle du Pays de Colombey et du Sud Toulois, par arrêté préfectoral du 20 mai 2008. La réflexion de changer de structure intercommunale avait été lancé en 2002, mais la communauté de communes du Pays de Colombey et du Sud Toulois refusait de laisser partir les 3 communes. Ce ne sera qu'après 6 ans de réflexion que le changement deviendra effectif.
Le 1er janvier 2013, 7 communes isolées rejoignent la structure : Attignéville, Barville, Courcelles-sous-Châtenois, Harchéchamp, Houéville, Rouvres-la-Chétive et Saint-Menge.

## Composition
Elle était composée de 26 communes :
| Nom                          | Code Insee | Gentilé          | Superficie (km2) | Population (dernière pop. légale) | Densité (hab./km2) |
| ---------------------------- | ---------- | ---------------- | ---------------- | --------------------------------- | ------------------ |
| Châtenois (siège)            | 88095      | Castiniens       | 17,57            | 1 705 (2014)                      | 97                 |
| Attignéville                 | 88015      | Attignévillois   | 14,61            | 229 (2014)                        | 16                 |
| Aouze                        | 88010      | Aouziens         | 11,21            | 182 (2014)                        | 16                 |
| Balléville                   | 88031      | Berlevillois     | 6,25             | 111 (2014)                        | 18                 |
| Barville                     | 88036      | Barvillois       | 8,45             | 89 (2014)                         | 11                 |
| Courcelles-sous-Châtenois    | 88117      | Courcellois      | 2,33             | 83 (2014)                         | 36                 |
| Darney-aux-Chênes            | 88125      | Darnéens         | 2,44             | 56 (2014)                         | 23                 |
| Dolaincourt                  | 88137      | Dolanicurtiens   | 2,60             | 89 (2014)                         | 34                 |
| Dommartin-sur-Vraine         | 88150      | Dommartiniens    | 7,10             | 318 (2014)                        | 45                 |
| Gironcourt-sur-Vraine        | 88206      | Gironcourtiens   | 7,51             | 967 (2014)                        | 129                |
| Harchéchamp                  | 88229      | Harchéchampenois | 7,41             | 89 (2014)                         | 12                 |
| Houéville                    | 88242      | Houévillois      | 3,21             | 42 (2014)                         | 13                 |
| Longchamp-sous-Châtenois     | 88274      | Longchanais      | 4,85             | 78 (2014)                         | 16                 |
| Maconcourt                   | 88278      | Maconcurtiens    | 4,90             | 85 (2014)                         | 17                 |
| Morelmaison                  | 88312      | Mormageons       | 5,48             | 202 (2014)                        | 37                 |
| La Neuveville-sous-Châtenois | 88324      | Novavillois      | 7,41             | 379 (2014)                        | 51                 |
| Ollainville                  | 88336      | Ollainvillois    | 6,31             | 65 (2014)                         | 10                 |
| Pleuvezain                   | 88350      | Pluvuisiens      | 3,80             | 79 (2014)                         | 21                 |
| Rainville                    | 88366      | Rainvillois      | 8,61             | 275 (2014)                        | 32                 |
| Removille                    | 88387      | Removillois      | 7,55             | 205 (2014)                        | 27                 |
| Rouvres-la-Chétive           | 88401      | Roburiens        | 11,33            | 456 (2014)                        | 40                 |
| Saint-Paul                   | 88431      | Pauliniens       | 4,90             | 141 (2014)                        | 29                 |
| Saint-Menge                  | 88427      | Memmiens         | 6,67             | 131 (2014)                        | 20                 |
| Soncourt                     | 88459      | Sunnicurtiens    | 3,91             | 48 (2014)                         | 12                 |
| Viocourt                     | 88514      | Vialdircurtiens  | 4,75             | 154 (2014)                        | 32                 |
| Vouxey                       | 88523      | Vousséiens       | 23,28            | 153 (2014)                        | 6,6                |

## Administration
Le Conseil communautaire est composé de 74 délégués.
| Période                                  | Période       | Identité              | Étiquette | Qualité                                                                         |
| ---------------------------------------- | ------------- | --------------------- | --------- | ------------------------------------------------------------------------------- |
| Les données manquantes sont à compléter. |               |                       |           |                                                                                 |
|                                          | avril 2014    | Jean-Pierre Florentin | UMP       | Maire de Châtenois (1993-2014) Conseiller général du canton de Châtenois (1993) |
| avril 2014                               | décembre 2016 | Guy Sauvage           | DVD       | Maire de Châtenois (depuis 2014)                                                |